# Route Transtaïga
Die Route Transtaïga ist eine 582 km (einschließlich Chemin Caniapiscau: 666 km) lange gekieste Straße in der kanadischen Provinz Québec. Sie verläuft in der Region Jamésie und verbindet mehrere Wasserkraftwerke in dem ansonsten unbesiedelten Gebiet miteinander.

## Beschreibung
Die im Jahr 1981 eröffnete Route Transtaïga wurde gebaut, um verschiedene abgelegene Baustellen des Baie-James-Wasserkraftprojekts von Hydro-Québec zu erschließen. Das nordöstliche Ende der Straße nahe dem 55. nördlichen Breitengrad liegt 745 km von Radisson entfernt, womit die Route Transtaïga die abgelegenste Straße Nordamerikas ist. Zwar liegt Schefferville vom Endpunkt aus gesehen nur 190 km entfernt, doch existiert keine Verbindung dorthin, da das Terrain selbst für Geländewagen unpassierbar ist.
Bei Kilometer 544 der asphaltierten Route de la Baie James zweigt die Route Transtaïga in Richtung Osten ab und verläuft in der Nähe des La Grande Rivière und des Rivière Caniapiscau. Entlang der Straße haben mehrere Outfitter Basislager errichtet, von wo aus Jagd- und Angelexpeditionen unternommen werden können. Einige von ihnen bieten Treibstoff, Verpflegung und Übernachtungsmöglichkeiten an. Wie der Name andeutet, führt die Straße durch fast endlosen borealen Nadelwald (auch unter der russischen Bezeichnung Taiga bekannt). Es bestehen Pläne, die Route Transtaïga nach Kuujjuaq in der Region Nunavik zu verlängern; dabei würde auch Schefferville erschlossen.

## Straßenverlauf
| km  | Ort / Anlage |
| --- | --- |
| 0   | Beginn der Straße bei Km 544 der Route de la Baie James                                                                   |
| 023 | Notfalltelefon |
| 056 | Brücke über den Rivière Sakami                                                                                            |
| 062 | Réservoir Robert-Bourassa                                                                                                 |
| 096 | Flugplatz La Grande-3 |
| 100 | Zufahrtsstraße zum Wasserkraftwerk La Grande-3 (28 km nördlich)                                                           |
| 203 | Brücke über den Rivière De Pontois                                                                                        |
| 286 | Basislager von Nouchimi Outfitter (Treibstoff, Restaurant, Zimmer)                                                        |
| 292 | Flugplatz La Grande-4 |
| 307 | Zufahrtsstraße zur Hydro-Québec-Siedlung Keyano (1 km südlich)                                                            |
| 311 | Zufahrtsstraße zum Wasserkraftwerk La Grande-4 (5 km nördlich)                                                            |
| 358 | Brücke Pont Polaris über den Fluss La Grande Rivière und Basislager von Mirage Outfitter (Treibstoff, Restaurant, Zimmer) |
| 395 | Zufahrtsstraße zum Wasserkraftwerk Laforge-1 (42 km nördlich)                                                             |
| 525 | Zufahrtsstraße zum Wasserkraftwerk Laforge-2 (7 km nördlich)                                                              |
| 528 | Flugplatz Laforge-2 |
| 582 | Wasserkraftwerk Brisay; ab hier deutlich schlechterer Straßenzustand, Geländewagen empfohlen                              |
| 666 | Caniapiscau-Stausee und Duplanter-Hochwasserentlastung, Ende der Straße                                                   |